# Fermana Football Club

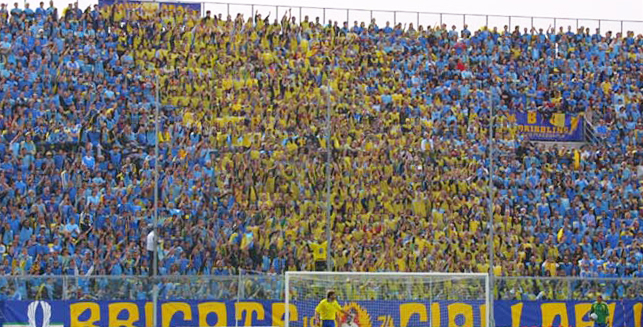
Hinchada de la Fermana en el Estadio Bruno Recchioni.

La Fermana Football Club es un club de fútbol de Italia, con sede en Fermo, en las Marcas. Fue fundado en 1920 y refundado en varias ocasiones. Compite en la Eccellenza Marche, quinta categoría del fútbol italiano.
Aunque fue fundada en 2013, mantiene una conexión deportiva y moral con la U.S. Fermana, la cual nació en 1920 con la denominación de Società Sportiva Fermo. En su historia, el Fermana participó en una Serie B, conquistó la Copa Italia de Aficionados y dos copas de la Eccellenza Marche. Sus partidos cómo local los disputa Estadio Bruno Recchioni de Fermo y los colores de la institución son el amarillo y el azul.

## Historia
En la historia reciente, la institución ha sufrido dos fracasos (2006 y 2013). En ambos casos, el nombre, la historia y los Tifosis se han heredado de una institución diferente creada desde cero, pero sin embargo, ha podido sustituir efectivamente la anterior, y así continuar con la historia del mayor representante de fútbol en la ciudad. En 2006 empezó de cero (con matrícula FIGC 917539) registrándose en el campeonato amateur regional de primera categoría; mientras que en 2013, logró mantener la categoría a través de un acuerdo con la sociedad de Montegranaro, equipo de la misma provincia, recién ascendido a la Serie D (y del que heredó la matrícula FIGC 32100).
En 1988 Fermana no se había inscrito en la liga (Interregional) por un error burocrático, y se vieron obligados a empezar en el campeonato de Promoción (entonces el más alto nivel en los campeonatos amateur regionales), perdiendo por tanto una sola categoría, pero la institución era la misma que en años anteriores, con la misma matrícula FIGC 17860, aunque con nuevos socios. Anteriormente, la institución canaria, había sido refundada sola una vez, al igual que muchos otros clubes, después de la interrupción de los campeonatos debido a la Segunda Guerra Mundial, y todavía estaba registrada en los campeonatos en los que tenía derecho a participar.

## Palmarés

### Torneos interregionales
- Serie C1 (1): 1998-99 (Grupo B)
- Campionato Interregionale (1): 1983-84 (Grupo F)
- Serie D (1): 2016-17 (Grupo F)
- Copa Italia de Aficionados (1): 2012-13

### Torneos regionales
- Copa Italia de Aficionados Marche (2): 2009-10, 2012-13